# Xã Holding, Quận Stearns, Minnesota
Xã Holding (tiếng Anh: Holding Township) là một xã thuộc quận Stearns, tiểu bang Minnesota, Hoa Kỳ. Năm 2010, dân số của xã này là 1.139 người.